# Marino (diácono)
Marino (Lopar, Dalmacia, c. 275-Ciudad de San Marino, 366) fue diácono de la Iglesia católica y fue, según la tradición, un albañil de origen dálmata, fundador de la República de San Marino en 301, o más bien de la comunidad del monte Titano, que se independizó en el siglo VIII, después de la caída del Imperio bizantino. Es venerado como santo por la Iglesia católica que lo conmemora el 3 de septiembre.

## Hagiografía
Marino, un albañil originario de la isla de Rab, en el norte de Dalmacia, llegó a finales del siglo III a la península itálica, junto con Leo, para la reconstrucción de los muros de Rímini y escapar de la persecución contra los cristianos iniciada por el emperador Diocleciano.
Los albañiles, que llegaron a Rimini, fueron enviados durante tres años al monte Titano para extraer y trabajar la roca.  Más tarde, Marino y Leo se separaron: el primero regresó a Rimini, el otro huyó a monte Feliciano (o Montefeltro) donde también construyó una iglesia. Este asentamiento en monte Feliciano tomará entonces el nombre de San Leo.
Marino permaneció en Rímini durante doce años y tres meses. Aquí, además de dedicarse al trabajo material, profesó la palabra del Señor y acercó a muchos habitantes de Rimini a la fe cristiana.
Sin embargo, una mujer que vino de Dalmacia, afirmó ser su legítima esposa y, después de intentar seducirlo en vano, se dirigió a las autoridades romanas. Marino decidió huir de Rímini, subió el valle del río Marecchia (Valmarecchia), el río San Marino, y llegó a su primer refugio, la cueva de la Baldasserona.
Después de pasar un año en el refugio, fue descubierto por algunos pastores que difundieron la noticia del descubrimiento. La mujer fue nuevamente a Marino, quien se encerró en su refugio sin comida durante seis días. Al sexto día, la mujer abandonó su proyecto y regresó a Rimini, donde confesó haber actuado contra un cristiano y, por lo tanto, contra el Señor. Por lo tanto, Marino abandonó su refugio, subió al monte Titano y construyó una pequeña celda y una iglesia dedicada a San Pedro Apóstol.
Un hombre, Verissimo, hijo de la viuda Felicissima, dueña de la tierra en que se alzaba la montaña, protestó contra la presencia del eremita. Marino le pidió al Señor que mantuviera al niño bajo control, quien en ese momento cayó al suelo paralizado.  Felicissima luego le pidió perdón a Marino a cambio de su conversión, bautismo y un pedazo de tierra donde Marino quería ser enterrado. En aquel mismo instante su hijo se curó y se postró delante de Marino convirtiéndose al cristianismo junto a su madre y familiares.
El obispo de Rímini, Gaudencio, convocó a Leo y Marino para expresar su gratitud, consagrando al primero a sacerdote, y al segundo a diácono. Al regresar de Rímini, la tradición dice que Marino encontró un oso que había desgarrado a su burro de trabajo. Marino ordenó al animal que reemplazara al burro en trabajos pesados y humildes por el resto de su vida.
Mientras que en Rímini se inició una nueva persecución, Marino continuó viviendo en la misma celda, dedicado a la oración y al trabajo, hasta el día de su muerte, según la tradición, el 3 de septiembre de 366, probablemente con noventa años de edad. Antes de abandonar la vida terrenal, nuevamente según la tradición, Marino llamó a los habitantes del asentamiento y les dijo las palabras:
"Relinquo vos liberos ab utroque homine" (Os dejo libres de otros hombres).
Los hombres, de quienes Marino supuestamente los liberó, eran el emperador y el papa, soberanos del Imperio romano de Occidente, y de los Estados Pontificios; estas palabras son el fundamento de la independencia de la República, salvaguardada a lo largo de los siglos.  .
Fue sepultado en la iglesia edificada por él. La población que se construyó en aquel sitio llegó a ser la ciudad de San Marino, capital de la República de San Marino, y que es independiente desde el siglo XI. Actualmente su tumba se encuentra en la Basílica de San Marino.